# Corpo de Defesa Popular da Iugoslávia

O Corpo de Defesa Popular da Iugoslávia ou KNOJ (em servo-croata:  Korpus Narodne Odbrane Jugoslavije, em macedônio/macedónio:  Корпус на народна одбрана Југославија, em esloveno:  Korpus narodne obrambe Jugoslavije), foi um corpo dos Partisans Iugoslavos encarregado da segurança interna dos territórios libertados durante a Segunda Guerra Mundial na Iugoslávia e mais tarde no território da Iugoslávia Comunista. 

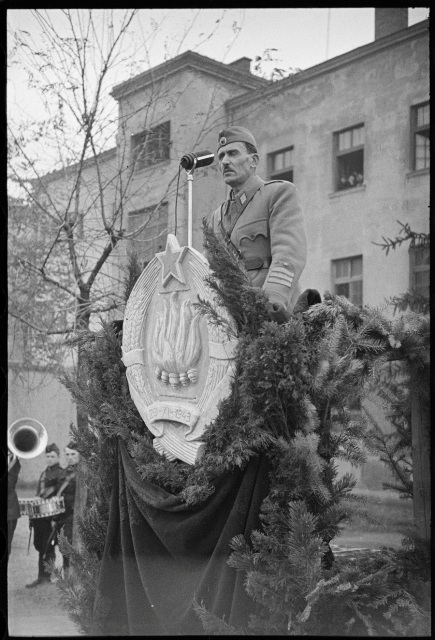
Jovan Vukotić discursando durante a prestação de juramento da 1ª Brigada de Belgrado do KNOJ, 24 de novembro de 1944.

O KNOJ foi criado com base em uma diretriz do Marechal da Iugoslávia, Josip Broz Tito, em 15 de agosto de 1944.  À medida que os territórios libertados se expandiam, o corpo foi estabelecido para permitir que a organização de inteligência militar partisan (Departamento de Proteção Popular, OZNA) continuasse a se concentrar nas tarefas principais. O corpo era composto por cerca de 80.000 homens em seu auge. O primeiro comandante foi Jovan Vukotić (1907–1982) e a supervisão coube ao comissário político Vlado Janić (1904–1991). O KNOJ raramente era usado na frente; em vez disso, ficou sob a direção e supervisão do OZNA. 

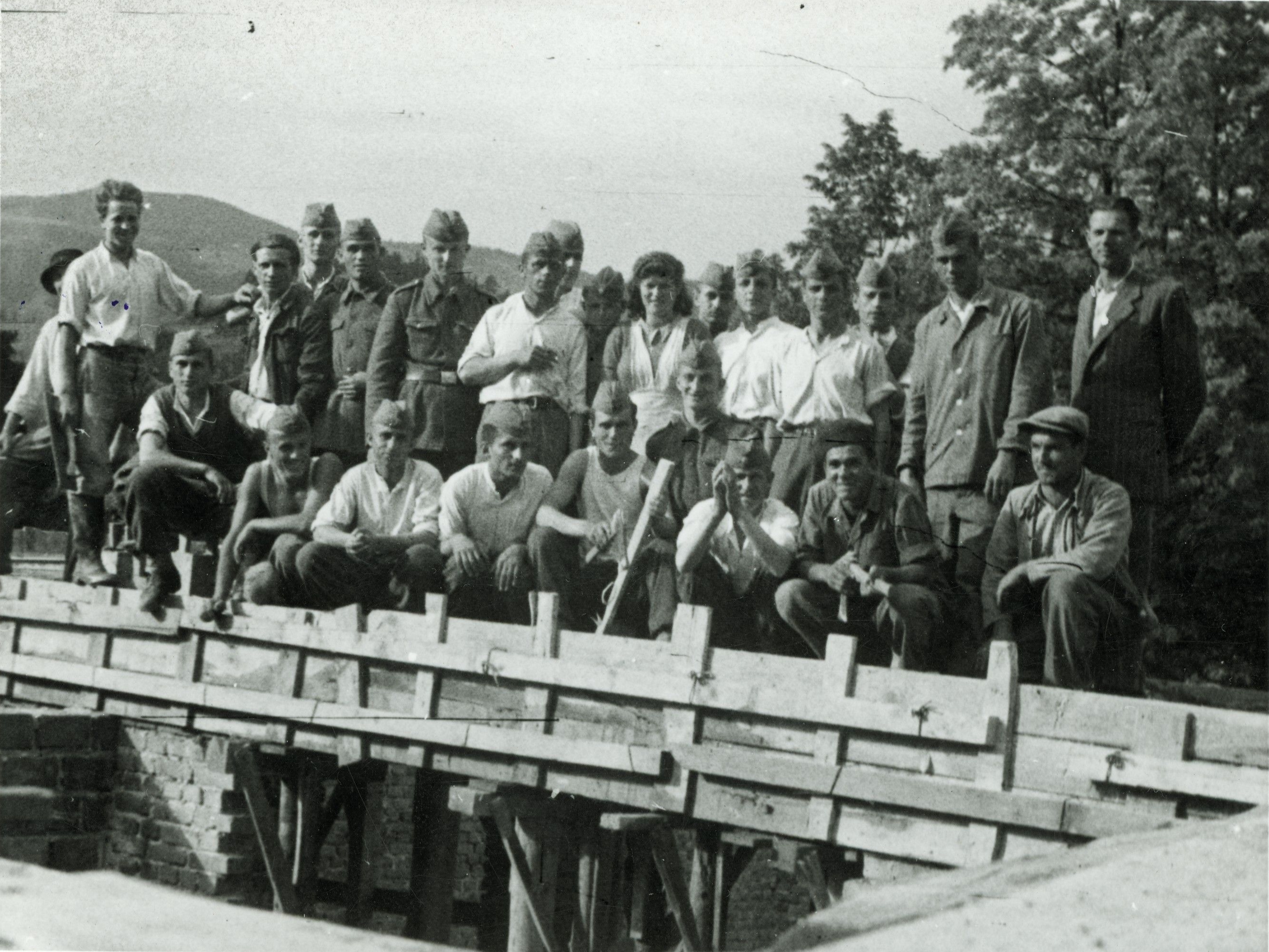
Tropas KNOJ ajudando na construção do ginásio Ravne na Koroškem, República Socialista da Eslovênia, 1951.

Em julho de 1944, pouco antes da formação do KNOJ, havia cerca de 5.000 soldados em unidades de defesa que cuidavam da segurança nos territórios libertados. Ao final da Segunda Guerra Mundial na Europa, em maio de 1945, o KNOJ era composto por oito divisões. As tarefas básicas do KNOJ eram limpar o território libertado de todos os tipos de inimigos, ajudar os Comitês de Libertação Nacional na organização da vida no território livre e na segurança das fronteiras da Iugoslávia. Após o fim da guerra, o KNOJ, em cooperação com outras forças de segurança, foi o fator básico para a segurança das fronteiras do país e a destruição das restantes unidades traidoras.
O Corpo de Defesa Nacional da Iugoslávia foi dissolvido em janeiro de 1953, e sua jurisdição foi assumida pelo Exército Popular Iugoslavo (forças armadas) e pela Milícia (forças policiais). 